# Gay Games de 2023
Los Gay Games de 2023, también conocidos como Gay Games 11, GGHK2023, GGGDL2023 y Gay Games de Hong Kong - Guadalajara 2023, son un evento multideportivo internacional y encuentro cultural organizado, entre otros, por atletas, artistas y músicos lesbianas, gays, bisexuales y transgénero (LGBTQ+), celebrados simultáneamente en Hong Kong y Guadalajara (México).
Originalmente planeado para celebrarse del 11 al 19 de noviembre de 2022, finalmente fue reprogramado como resultado de la pandemia de COVID-19 en Hong Kong y se iniciaron simultáneamente en dicha ciudad y en Guadalajara el 3 de noviembre de 2023.

## Candidaturas
En 2014, Dennis Philipse (un ciudadano holandés que vive en Hong Kong desde hace mucho tiempo) fundó el grupo comunitario «OUT in HK» para construir una comunidad activa en Hong Kong. Recordó los Gay Games de 1998 en Ámsterdam y soñó con traer los Gay Games por primera vez en sus 40 años de historia a Asia. En 2014 se acercó a la Federación de los Gay Games para unirse al proceso de postulación y construyó la organización de voluntarios GGHK desde cero. El proceso de licitación incluyó la presentación de una propuesta de libro de candidatura de 300 páginas. Después de ser preseleccionadas frente a Washington D. C. y Guadalajara (México) en marzo de 2017, todas las ciudades preseleccionadas organizaron una visita de inspección de cuatro días para los inspectores en mayo de 2017. En octubre de 2017, cada ciudad preseleccionada tuvo que hacer su presentaciones finales en París, seguidas de la votación y el anuncio del ganador.
Hong Kong fue anunciada como ciudad anfitriona de los XI Gay Games en un evento de gala en el Ayuntamiento de París el 30 de octubre de 2017. Ganaron con una clara mayoría de votos, en la primera ronda de votación de los delegados de la Federación de los Gay Games. Es la primera vez que los Gay Games se celebrarían en Asia.
La "lista larga" de ciudades interesadas en presentar una oferta para albergar los XI Gay Games en 2022 se anunció en abril de 2016. Un número sin precedentes de diecisiete ciudades estaban interesadas en presentar una oferta. El 30 de junio de 2016, la Federación de los Gay Games anunció que once ciudades habían presentado su carta de intención para presentar una oferta formal. Anaheim, Atlanta, Des Moines, Madison, Mineápolis y San Antonio decidieron no ejercer su opción de ofertar. El 31 de julio de 2016, nueve ciudades presentaron su segunda cuota de inscripción para permanecer en el proceso de licitación. Tanto Ciudad del Cabo como Tel Aviv se retiraron en esta etapa, declarando su intención de postularse para los XII Gay Games en 2026. El 30 de noviembre de 2016, ocho ciudades candidatas presentaron libros de candidatura y Los Ángeles abandonó en esta etapa.
El 1 de marzo de 2017 se anunció una lista corta de tres ciudades candidatas. Guadalajara, Hong Kong y Washington D. C. organizaron visitas al lugar antes de que se tomara la decisión final sobre la ciudad anfitriona en París el lunes 30 de octubre.
El 14 de febrero de 2022, Guadalajara se incorporó como coanfitrión de estos juegos.

## Aplazamiento y coanfitrión
En septiembre de 2021, los organizadores anunciaron que los Gay Games de 2022 se pospondrían un año, hasta noviembre de 2023, debido a la pandemia de COVID-19 y los estrictos protocolos de cuarentena de viajes de Hong Kong.
Debido a la situación incierta en Hong Kong, en febrero de 2021, después de 7 años (de los cuales 2 años a tiempo completo) como voluntario, Dennis Philipse dejó su puesto de líder para centrarse en su vida profesional. También se tomó la decisión de ser coanfitrión del evento Gay Games 11 entre Hong Kong y Guadalajara (México), ya que Guadalajara fue el segundo ganador consecutivo.

## Ceremonia de apertura
La ceremonia de inauguración estaba prevista originalmente para el 11 de noviembre de 2022, antes de posponerse hasta el 3 de noviembre de 2023 en el Queen Elizabeth Stadium en Wan Chai. En Guadalajara la ceremonia inaugural se llevó a cabo en el Centro Acuático del Polideportivo Metropolitano.

## Eventos y recintos

### Hong Kong
Los juegos cuentan con 22 eventos deportivos, artísticos y culturales en todo Hong Kong. Los recintos contemplados para los eventos en Hong Kong eran MacPherson Stadium, Jockey Club HKCFA Football Training Centre, HKC Dragon Boat Association Training Centre, Sha Tin Rowing Centre, HKU Stanley Ho Sports Centre, Victoria Recreation Club, King George V School, Kowloon Junior School, y Soho House.
En junio de 2023, Hong Kong Free Press informó que los eventos de atletismo, hockey sobre césped y rugby 7 se eliminarían del programa debido a un bajo número de inscripciones. Los eventos que finalmente se llevaron a cabo en Hong Kong fueron los siguientes:
| - Natación - Maratón - Media maratón - Carrera 5K - Carrera 10K - Dodgeball | - Fútbol 7 - Esgrima - Artes marciales - Carrera de botes - Bádminton - Tenis de mesa | - Natación en aguas abiertas - Remo - Tenis - Mahjong - Squash - Trail running |

### Guadalajara
Las sedes de los diferentes eventos realizados por los Gay Games en Guadalajara fueron los siguientes recintos:
| Recinto                            | Evento                                                           |
| ---------------------------------- | ---------------------------------------------------------------- |
| Polideportivo Manuel Ávila Camacho | Voleibol                                                         |
| Bolerama "Ilusión Bowl"            | Bowling                                                          |
| Pista de Hielo Bugambilias         | Patinaje artístico                                               |
| "El Cielo" Country Club            | Golf                                                             |
| Larva                              | Baile deportivo                                                  |
| Polideportivo Alcalde I            | Básquetbol Waterpolo                                             |
| Polideportivo Alcalde II           | Bádminton Lucha y wrappling                                      |
| Polideportivo López Mateos         | Sóftbol Fútbol 11                                                |
| Polideportivo Metropolitano        | Clavados Natación Tenis Waterpolo                                |
| Polideportivo Paradero             | Powerlifting                                                     |
| Polideportivo Revolución           | Cheerleading Dodgeball Fútbol 7 Voleibol Voleibol de playa Tenis |
| Parque "General Luis Quintanar"    | Atletismo                                                        |
| Calles de Guadalajara              | Maratón Media maratón                                            |
| Parque Metropolitano               | Carrera 5K Carrera 10K                                           |

## Mascotas
Los Gay Games desarrollados en Guadalajara tuvieron 3 mascotas, diseñadas por Álex Siordia y presentadas oficialmente en junio de 2023:
- «Maxi», un león que representa el vínculo entre la tradición y la modernidad. Denominado como el guía deportivo.
- «Frida», una rosa que celebra la diversidad artística. Denominada como la guía cultural y de entretenimiento.
- «Nubinarie», una nube con arcoíris que simboliza la diversidad. Denominada como guía de informaciones.

## Controversias

### Aplicación de la Ley de Seguridad Nacional
En 2021, la delegación taiwanesa anunció que no enviaría a sus atletas a los Gay Games de 2022 por temor a que los miembros del equipo pudieran ser arrestados en virtud de la Ley de Seguridad Nacional de Hong Kong, promulgada en 2020.
En junio de 2023, cinco destacados activistas de derechos humanos de Hong Kong pidieron que se cancelaran los Gay Games, alegando preocupaciones por la seguridad de los participantes LGBT después de la represión de las protestas en virtud de la Ley de Seguridad Nacional de Hong Kong. Los activistas criticaron a los organizadores del evento diciendo que "el equipo de liderazgo de GGHK ha traicionado los valores y principios de los Gay Games, que pretenden celebrar la inclusión y promover los derechos humanos. En cambio, se han alineado con figuras proautoritarias responsables de una persecución generalizada contra el pueblo de Hong Kong".
La delegación taiwanesa finalmente participó de los eventos de los Gay Games desarrollados en Guadalajara, sin asistir a los eventos que se llevaron a cabo en Hong Kong.